# Bobon, Bắc Samar
Bobon là một đô thị hạng 5 ở tỉnh Bắc Samar, Philippines. Theo điều tra dân số năm 2000, đô thị này có dân số 16.851 người trong 3.213 hộ.

## Barangay
Bobon  Lưu trữ ngày 11 tháng 5 năm 2009 tại Wayback Machine được chia thành 18 barangay.
| - Acereda - Arellano - Balat-balud - Dancalan - E. Duran - Gen. Lucban (Pob.) - Jose Abad Santos - Jose P. Laurel (Casulgan) - Magsaysay (Doce) | - Calantiao (Pangobi-an) - Quezon (Panicayan) - Salvacion - San Isidro - San Juan (Pob.) - Santa Clara (Pob.) - Santander - Somoroy - Trojillo |